# Виллар-д’Арен
Вилла́р-д’Аре́н (фр. Villar-d'Arêne, окс. Vilars d'Arena) — коммуна во Франции, находится в регионе Прованс — Альпы — Лазурный Берег. Департамент коммуны — Верхние Альпы. Входит в состав кантона Ла-Грав. Округ коммуны — Бриансон.
Код INSEE коммуны — 05181.

## Население
Население коммуны на 2008 год составляло 284 человека.
| 1962 | 1968 | 1975 | 1982 | 1990 | 1999 | 2008 |
| ---- | ---- | ---- | ---- | ---- | ---- | ---- |
| 146  | 160  | 155  | 184  | 178  | 219  | 284  |

## Экономика
В 2007 году среди 189 человек в трудоспособном возрасте (15—64 лет) 154 были экономически активными, 35 — неактивными (показатель активности — 81,5 %, в 1999 году было 79,1 %). Из 154 активных работали 146 человек (83 мужчины и 63 женщины), безработных было 8 (3 мужчин и 5 женщин). Среди 35 неактивных 8 человек были учениками или студентами, 21 — пенсионерами, 6 были неактивными по другим причинам.

## Достопримечательности
- Церковь Сен-Мартен, построена между 1866 и 1870 годами, открыта 11 ноября 1870 года
- Часовня Кающихся
- Ботанический сад Лотаре

## Фотогалерея

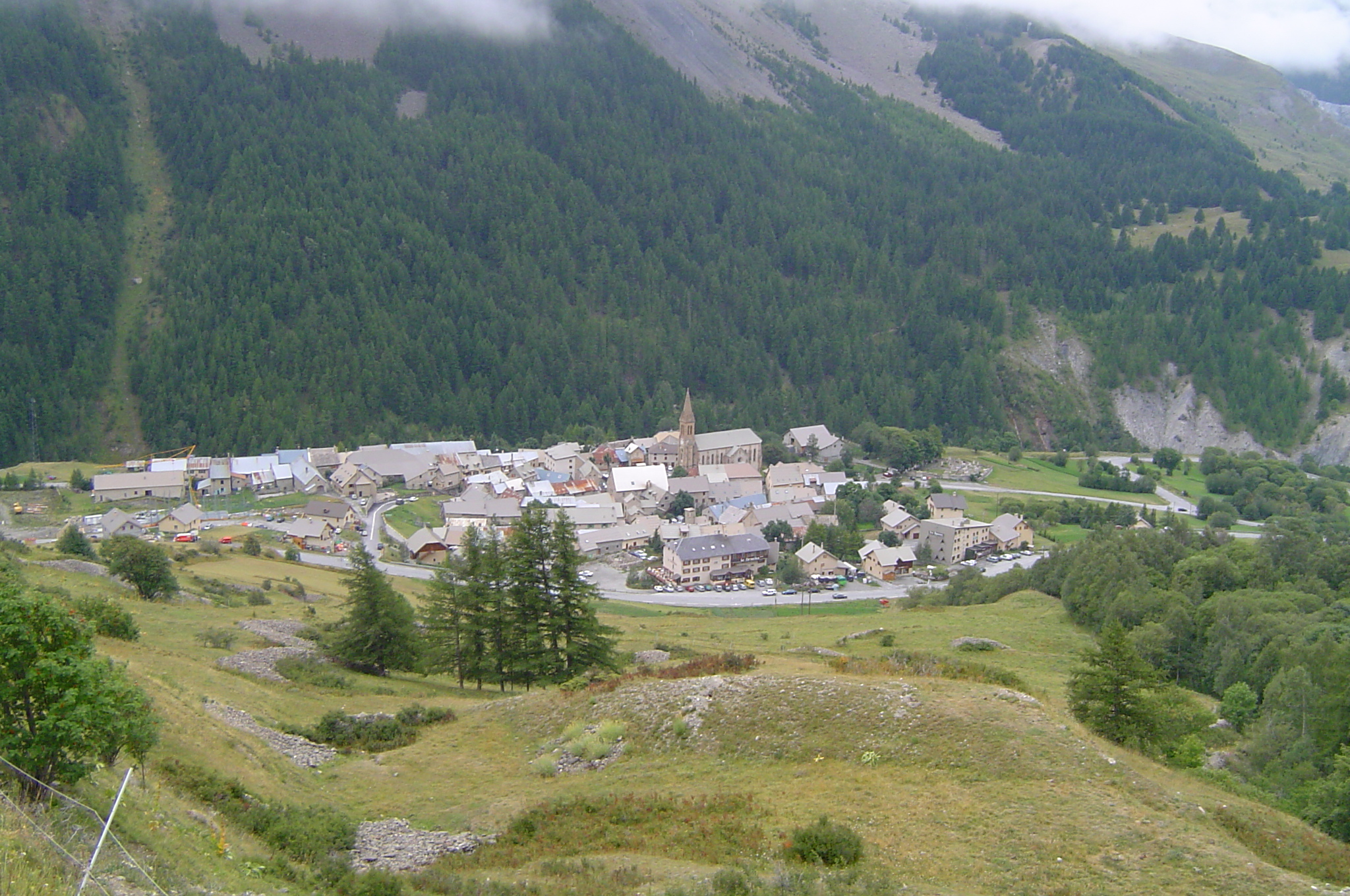
Виллар-д’Арен
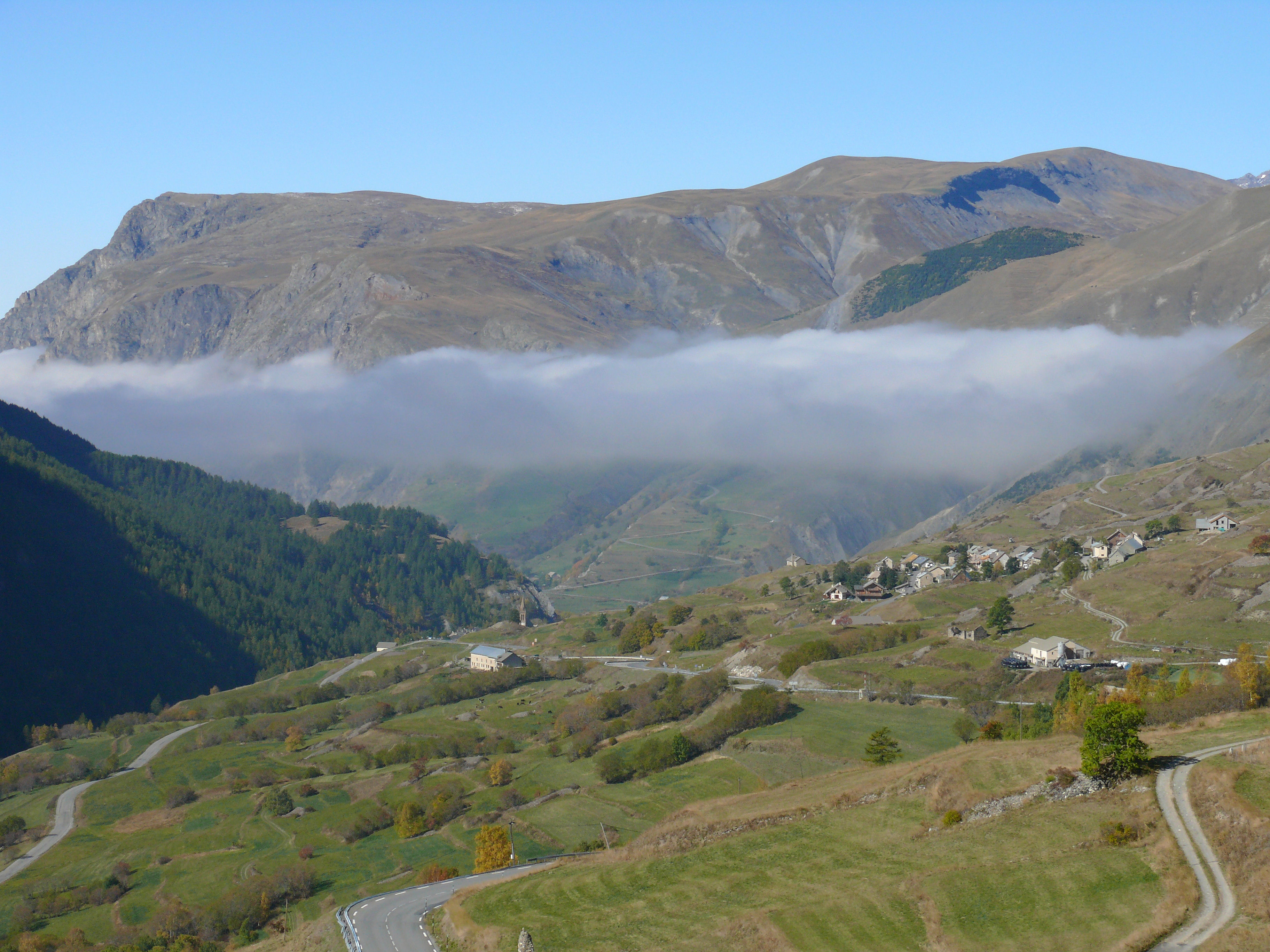
Виллар-д’Арен
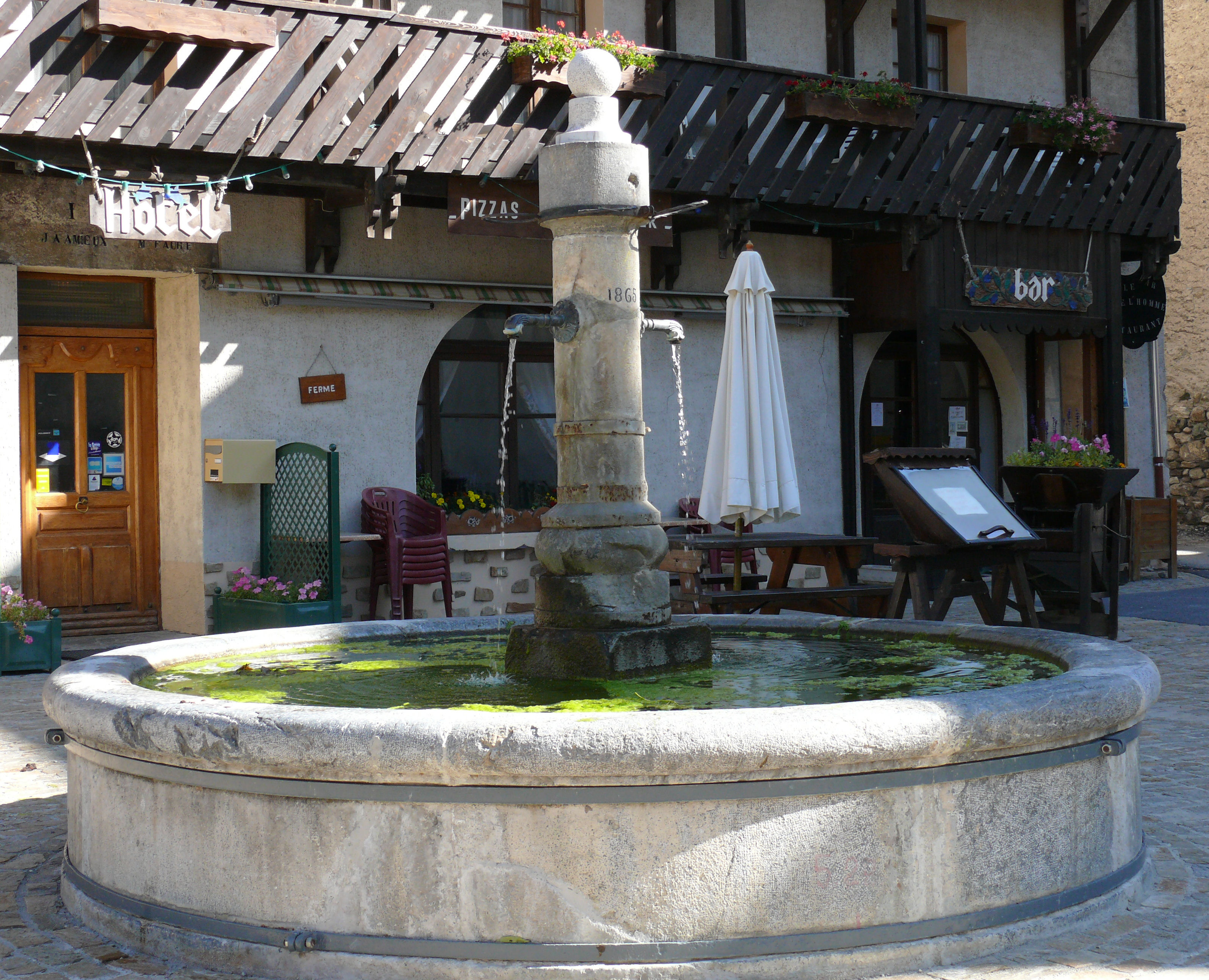
Фонтан